# Actio pro socio
Actio pro socio (lat.: Klage für die Gesellschaft) ist ein Begriff aus dem deutschen Gesellschaftsrecht und bezeichnet die gerichtliche Geltendmachung der Gesellschaft zustehender Sozialansprüche durch einen einzelnen Gesellschafter. Der einzelne Gesellschafter macht hierbei das Recht der Gesellschaft im eigenen Namen als Prozessstandschafter für die Gesellschaft geltend. Es handelt sich dabei um ein Instrument des Minderheitenschutzes oder des Schutzes der von der Geschäftsführung ausgeschlossenen Gesellschafter. Der Gesellschafter soll davor geschützt werden, dass zum Beispiel die Mehrheit die Geschäftsführung dazu bewegt, Sozialansprüche gegen (Mehrheits-)Gesellschafter nicht geltend zu machen und damit das Vermögen der Gesellschaft zu schädigen. Der Bundesgerichtshof hat die actio pro socio ausdrücklich zugelassen und hierzu ausgeführt:
```
„Da die gesellschaftsvertraglichen Verpflichtungen eines jeden Gesellschafters auf dem Gesellschaftsvertrag beruhen, und Partner dieses Vertrages sämtliche Gesellschafter sind, steht jedem von ihnen grundsätzlich ein Anspruch darauf zu, dass der andere die von ihm übernommenen Verpflichtungen erfüllt.“
[
2
]
```

Man unterscheidet zwischen der eigentlichen actio pro socio, bei der Ansprüche der Gesellschafter gegen Mitgesellschafter geltend gemacht werden, und der actio pro socio im weiteren Sinne, bei der Ansprüche der Gesellschaft gegen Nichtgesellschafter geltend gemacht werden. Seit dem 1. Januar 2024 sind beide Formen der actio pro socio in § 715b Abs. 1 BGB geregelt.

## Begriff
Der Ausdruck ist aus dem Lateinischen mit „Klage als Gesellschafter“ zu übersetzen. Der Gesellschafter klagt die Rechte der Gesellschaft selbst, also „in seiner Eigenschaft als Gesellschafter“ ein. Die lateinische Präposition pro bedeutet hier also nicht „für“, sondern „als“.

## Eigentliche actio pro socio
Hierbei handelt es sich um die Geltendmachung von Ansprüchen der Gesellschaft gegen Mitgesellschafter. Dieses Institut wird allgemein als actio pro socio bezeichnet. Der Anspruch resultiert aus dem Gesellschaftsvertrag, in dem sich die Gesellschafter untereinander im Sinne gegenseitiger Treuepflichten dazu verpflichteten im Interesse der Gesellschaft zu handeln. Der Gesellschafter klagt daher im ersten Fall der actio pro socio aus eigenem Recht auf Leistung an die Gesellschaft. Die Grenze hierfür ist im Wesentlichen § 242 BGB (Treu und Glauben).
Zu solchen Ansprüchen, die einer Gesellschaft aus dem Gesellschaftsverhältnis erwachsen können, zählen beispielsweise Ansprüche auf Leistung der versprochenen Beiträge sowie Ansprüche auf Schadensersatz wegen pflichtwidriger Geschäftsführung oder wegen Verletzung sonstiger Treuepflichten gegenüber der Gesellschaft.

## Actio pro socio im weiteren Sinne
Hierbei handelt es sich um die Geltendmachung einer Gesellschaftsforderung durch Gesellschafter gegen Nichtgesellschafter, wenn die Gesellschaft die Einziehung aus gesellschaftswidrigen Gründen verweigere, etwa weil der verklagte Gesellschaftsschuldner an dem gesellschaftswidrigen Verhalten beteiligt ist oder eine Mischform aus beiden Arten. Vor allem diese beiden zuletzt genannten Entscheidungen sind für geschlossene Fonds in der Form der KG relevant und entsprechen, soweit es um die Klage gegen Nichtgesellschafter geht, der Judikatur des BGH, der bereits 1963 anerkannt hat, dass ein Gesellschafter unter begrenzten Voraussetzungen Gesellschaftsforderungen gegen Dritte geltend machen könne.
Allerdings sind die außenstehenden Dritten nicht am Gesellschaftsvertrag beteiligt und haben sich auch sonst dem klagenden Gesellschafter gegenüber nicht dazu verpflichtet, ihre Verbindlichkeiten gegenüber der Gesellschaft zu erfüllen. Deshalb sieht die Rechtsprechung dieses Klagerecht als einen Fall der (gesetzlichen) Prozeßstandschaft über ein fremdes Recht und damit als einen Fall der Einmischung in die Geschäftsführungs- und Vertretungsordnung an, die nur unter strengen Voraussetzungen zugelassen werden könne. Dies ist, so die Rechtsprechung, subsidiär zulässig, wenn der eigentlich berufene Geschäftsführungsbefugte handeln müsste, aber nicht handelt.

## Fallgruppen

### Gesellschafterbeiträge
Ein Beispiel für eine actio pro socio: Die aus den Gesellschaftern A, B und C bestehende Grundstücksverwaltungsgesellschaft in Form einer Gesellschaft bürgerlichen Rechts hat gegen ihre Gesellschafter Anspruch auf Zahlung eines Gesellschafterbeitrages. Während A seinen Beitrag erbringt, weigern sich B und C in kollusivem Zusammenwirken, ihre Beiträge zu erbringen oder den jeweils anderen durch eine Klage der Gesellschaft auf Zahlung seines Beitrages in Anspruch zu nehmen. In diesem Fall kann A den Anspruch der Gesellschaft gegen B und C im eigenen Namen für die Gesellschaft geltend machen, B und C also auf Zahlung an die Gesellschaft verklagen.
Dies ist insbesondere dann von Bedeutung, wenn A als Klagender die Gesellschaft nicht vor Gericht vertreten kann, weil er zum Beispiel nach dem Gesellschaftsvertrag nicht vertretungsbefugt ist. Wäre er dies, so könnte er ein eigenes Recht der Gesellschaft in deren Namen geltend machen und bedürfte keiner actio pro socio.
Das Recht, gegen einzelne Gesellschafter im Wege der actio pro socio vorzugehen, ist unmittelbarer Ausfluss des Mitgliedschaftsrechts des einzelnen Gesellschafters.

## Die actio pro socio in anderen Rechtsgebieten
Der ursprünglich aus dem Gesellschaftsrecht stammende Begriff der actio pro socio lässt sich insbesondere auch im Verfassungsrecht verwenden. Das Organstreitverfahren nach Art. 93 I Nr. 1 GG, §§ 64 ff. BVerfGG erkennt ausdrücklich auch die Möglichkeit an, dass der Antragsteller nicht eigene Rechte, sondern auch Rechte des Organs, dem er angehört, als verletzt rügen kann. Auch hier ist nach übereinstimmender Auffassung in der verfassungsrechtlichen Literatur eine Prozessstandschaft im Sinne einer actio pro socio gemeint. So kann eine Fraktion ein Recht als verletzt rügen, welches vom GG nicht der Fraktion, sondern dem Bundestag als Ganzem zusteht.

## Die actio pro socio in anderen Ländern

### Frankreich
Die actio pro socio existiert im französischen Recht nur unter dem Namen action sociale. Im französischen Recht können Nicht‑Gesellschafter Geschäftsführer einer Gesellschaft sein, art. 1846 Abs. 1 C. civ. Hat die Gesellschaft einen vom Geschäftsführer durch Rechtsbruch, Verstoß gegen den Gesellschaftsvertrag oder Managementfehler verursachten Schaden erlitten, so hat sie gegen diesen Geschäftsführer gem. art. 1850 Abs. 1 C. civ. einen Anspruch auf Schadensersatz.
Allerdings ist grundsätzlich nur der Geschäftsführer vertretungsbefugt, art. 1849 Abs. 1 C. civ. Er kann den Anspruch im Namen der Gesellschaft gegen sich selbst im Rahmen einer actio ut universi durchsetzen. Dass ein Geschäftsführer sich selbst in Anspruch nimmt, kommt in der Praxis aber nur äußerst selten vor. Daraus ergibt sich das Bedürfnis der Gesellschafter, den Schadensersatzanspruch gegen den Geschäftsführer in Namen der Gesellschaft durchzusetzen. Gem. art. 1843‑5 Abs. 1 S. 1 C. civ. ist dies einem einzelnen Gesellschafter oder mehreren Gesellschaftern gemeinsam im Rahmen einer sogenannten actio ut singuli möglich. Diese Prozessstandschaft ist unabdingbar: der Gesellschaftsvertrag kann sie nicht beschränkten, art. 1843‑5 Abs. 2 C. civ. Auch ein Verzicht auf den Schadensersatzanspruch durch Gesellschafterbeschluss ist nicht möglich, art. 1843‑5 Abs. 3 C. civ.
Alternativ können die Gesellschafter den Geschäftsführer entlassen und seinen Nachfolger mit der Ausübung einer actio ut universi gegen den alten Geschäftsführer beauftragen. Soweit die Gesellschaft gem. art. 1846 Abs. 1 C. civ. mehrere Geschäftsführer hat, könnten diese im Rahmen einer actio ut universi ebenso gegeneinander vorgehen.
In einem Urteil vom 12. Dezember 2000 betonte der französische Kassationshof ferner, dass die actio ut singuli für den Aktionär einer Société Anonyme ein schrankenlos gewährtes subjektives Recht darstellt. Damit kann dieser auch dann eine actio ut singuli ausüben, wenn gleichzeitig eine actio ut universi ausgeführt wird und kann im Rahmen einer actio ut singuli selbst dann Rechtsmittel gegen ein gegenüber der Gesellschaft ergangenes Urteil einzulegen, wenn der Vorstand darauf verzichtet.